# Santo António, São Tomé și Príncipe
Santo António   este un oraș  în  São Tomé și Príncipe, pe insula Príncipe. Este reședința  provinciei  Príncipe și a districtului Príncipe.